# Gelvonai
Gelvonai is een plaats in de gemeente Širvintos in het Litouwse district Vilnius. De plaats telt 380 inwoners (2001).